# Mariol
 Mariol  là một xã ở tỉnh Allier thuộc miền trung nước Pháp.